# Stabat Mater (Szymanowski)
Stabat Mater, op. 53, per a solistes de soprano, contralt i baríton, cor SATB i orquestra, va ser compost per Karol Szymanowski entre 1925 i 1926. L'obra està dividida en sis moviments i utilitza la traducció polonesa de Jozef Janowski de l'himne marià Stabat Mater.
La primera composició de Szymanowski sobre un text litúrgic, Stabat Mater, va ser escrita durant el seu període tardà de 1922-1937, caracteritzat per l'ús de melodies i ritmes polonesos. Després d'un viatge a Zakopane el 1922, Szymanowski va escriure sobre la música popular polonesa: «[és] animada per la seva proximitat a la natura, per la seva força, per la seva franquesa de sentiments, per la seva puresa racial inalterada». La combinació d'elements musicals polonesos de Szymanowski amb un text litúrgic a Stabat Mater és única.

## Origen i actuacions
Encarregat per primera vegada el 1924, la princesa Edmond de Polignac va demanar «una peça per a solistes, cor, orquestra (potser amb text polonès), una mena de rèquiem polonès». Teresa Chylińska indica les intencions de Szymanowski per a la peça: «una mena de rèquiem camperol, quelcom de camperol i eclesiàstic, ingènuament devocional, una mena de pregària per les ànimes, una barreja de religió senzilla, paganisme i un cert realisme camperol auster». Szymanowski i la princesa van perdre el contacte, així la comissió va perdre impuls. No obstant això, més tard aquell mateix any, els pensaments sobre aquesta composició van reviure quan l'⁣industrial de Varsòvia Bronisław Krystall va encarregar a Szymanowski una obra en memòria de la seva difunta esposa. A més, les circumstàncies de la vida personal del compositor també van servir d'inspiració per a l'obra. A la mort de la seva neboda, Alusia Bartoszewiczówna, el gener de 1925, el compositor va dedicar un temps a consolar la seva germana en la seva pèrdua, i posteriorment va optar per ambientar el text Stabat Mater, amb la seva profunda reflexió sobre la "mare afligida". Les circumstàncies externes també van servir de motivació per a l'obra, inclosa la necessitat econòmica, tot i que no hi ha evidència que el compositor hagi rebut una compensació per aquesta obra.
Va ser estrenada l'11 de gener de 1929 a Varsòvia, dirigida per Grzegorz Fitelberg. El debut nord-americà va ser dos anys més tard, al Carnegie Hall de Nova York, interpretat per Berthe Erza, Hugh Ross, Nelson Eddy i altres.
Publicat per Universal Edition, Àustria.

## Instrumentació
Solistes de soprano, contralt i baríton; cor SATB; i orquestra formada per 2 flautes, 2 oboès (2n doblat amb corn anglès), 2 clarinets en la, dos fagots (2n doblat amb contrafagot), 4 trompes, 2 trompetes, timbals, bombo, triangle, plat suspès, tam-tam, campanes tubulars, arpa, orgue (ad lib) i cordes formades per 8 primers violins, 8 segons violins, 6 violes, 6 violoncels i 4 contrabaix.

## Moviments
1. Stała Matka bolejąca (Stabat mater dolorosa, versos 1–4) per a soprano, cor SA i orquestra
2. I któż widział tak cierpiącą (Quis est homo qui non fleret, versos 5–8) per a baríton, cor SATB i orquestra
3. O Matko Źródło Wszechmiłości (O, Eia, Mater, fons amoris, versos 9–12) per a soprano, alt, cor SA i orquestra
4. Spraw niech płaczę z Tobą razem (Fac me tecum pie flere, versos 13–14) per a soprano, alt i cor SATB (a capella)
5. Panno słodka racz mozołem (Virgo virginum praeclara, versos 15–18) per a baríton, cor SATB i orquestra
6. Chrystus niech mi będzie grodem (Christe, cum sit hinc exire, versos 19–20) per a soprano, alt, baríton, cor SATB i orquestra

## Text polonès
Szymanowski va optar per establir la traducció polonesa de Jozef Janowski del text llatí Stabat Mater. Tot i que el text del segle xiii és intrínsecament dramàtic, la traducció de Janowski és especialment crua. Kornel Michałowski indica que l'atracció inicial del compositor per la traducció polonesa va ser el resultat de la seva "inusualment primitiva, gairebé folklòrica senzillesa i ingenuïtat". Tot i que la partitura inclou traduccions al llatí, la partitura assenyala que sempre s'ha d'interpretar en polonès quan es fa a Polònia.
Per a una traducció completa a l'anglès i un comentari sobre el text i la traducció polonesos, vegeu: Belland, Douglas Keith. Un examen de la configuració de Persichetti, Poulenc i Szymanowski Stabat Mater amb informació pertinent sobre el text. Tesi: Universitat de Cincinnati, 1992.

## Estudi de Música Antiga
Coincidint amb la seva composició de Stabat Mater, va ser l'estudi de la música antiga de Szymanowski, que abastava els períodes "pre-palestrinià" i palestrinià, així com un estudi de la música religiosa polonesa antiga. Els dispositius que s'utilitzen per indicar aquesta influència inclouen: moviment paral·lel entre veus, organització modal del to i ritmes amb patrons forts com l'⁣ostinati. També s'incorporen a l'obra elements melòdics de dos himnes polonesos: Święty Boże [Déu Sant] i <i>Gorzkie żale</i>  Arxivat 2001-02-21 at Archive.is [Dolors amargs].⁣

## Nacionalisme i música popular
Influenciat per compositors com Stravinski i Bartók, Szymanowski va començar a incorporar la música popular a la seva composició durant el seu període nacionalista de 1922-1937. En els anys anteriors a la composició de l'Stabat Mater, el compositor va guardar un quadern de melodies d'alta muntanya que va trobar en les seves visites a les muntanyes Tatra, que posteriorment van ser incorporades a les seves composicions. Per exemple, el seu ús del mode Podhalean, un antic mode popular polonès caracteritzat pel seu grau elevat de la quarta escala (lidi), es pot veure a Stabat Mater."